# 真田友里
真田 友里（さなだ ゆり、1962年5月29日 - ）は、日本のAV女優。

## 略歴・人物
2008年にデビューした熟女系のAV女優である。近親相姦を扱った作品に数多く出演している。

## 出演作品

### アダルトビデオ
- 淫らなお義母さんにベロチュウ手コキされる息子たち
- 下品で淫語で強制手コキ責めする痴熟女
- 息子の友人にイラマチオで喉奥発射される母親
- 人妻の指でイッてるオナニー
- マドンナ7周年記念 極上美熟尻77人8時間
- 近親相姦 中出し三昧 熟母溺愛 母親の蜜の味
- 近親相姦 熟した母のしわくちゃ三段腹
- スーパー美熟女！中○しSEX～真田友里＆倖田李梨 編
- 初撮り熟女 【総集編】
- 顔騎オナニーしながら手コキ発射する巨尻熟女
- 禁断の愛 母と息子の狂おしき情事4時間
- 後背位で悶える美熟女30人4時間
- 巨尻熟女 DX 4時間
- 熟女口内イラマチオ強姦
- 完熟女の花道5 4時間
- キレイな熟女のムチムチ尻コキエステ
- ドリームステージ初撮り熟女セレクション
- 溜池ゴロー2009年全作品集 まるごと
- 淫乱豪華！絶世の美女大集合！熟ユニバース 日本大会
- ドリームステージ美熟女カタログ30人
- もう一つの混浴温泉バスツアー
- ソルトシャワー 熟若女のおしっこみせて！
- 2009 BEST HIT美熟女20人4時間
- 淫乱人妻大全20人240分
- マドンナファンの集い 美熟女と行く混浴温泉バスツアー
- 2009年マドンナ下半期133タイトル8時間
- 近親相姦 背徳の母 総集編 壱
- 手こき足こきコンプリート 4時間 21人
- 美熟女50人の濃密な接吻4時間
- 親友の淫らな母親 総集編
- 犯され熟女
- エロ熟女のフェラと手コキで強制連続2回発射！
- 義母と叔母 禁断の極上中出し関係
- 近親相姦 中出し親子 母子熱愛 8時間2枚組
- ジュルジュル音をたて亀頭を咥え込み手コキで射精させるスケベ熟女
- 叔母に淫らに誘惑されて… 真田友里
- 中出し近親相姦 母親10人・熟尻と熟マ○コの4時間
- 近親相姦 中出し親子 母子熱愛 8時間2枚組
- 淫乱美熟女レズビアン
- 淫乱熟女レズビアン 真田友里 細川まり
- 生徒の罠に堕ちた女教師 真田友里
- 美熟女楽園VOL，2
- 素人のみなさん！綺麗な痴熟女に発射した後も責め続けられてみませんか！
- 友達のお義母さんと犯りたい！ 真田友里
- 女の旅湯 石和温泉編
- 巨尻熟女 3 真田友里
- 特選 友達の母 真田友里
- こだわりの手コキ 人妻編
- 美熟女が乱れ舞う！四十路女50人8時間